# Lohhof (Uchte)
Lohhof ist ein Ortsteil des Fleckens Uchte im Landkreis Nienburg/Weser in Niedersachsen.

## Geschichte
Am 1. März 1974 wurde Lohhof in den Flecken Uchte eingegliedert.